# Елізабет Таллок
Елізабет Таллок (англ. Elizabeth Tulloch; нар. 19 січня 1981, Сан-Дієго, Каліфорнія, США) — американська актриса, професійно відома як Бітсі Таллок. Найбільш відома з ролі Джульєтти Сільвертон у телесеріалі NBC «Грімм».

## Біографія
Таллок народилась у Сан-Дієго, Каліфорнія, але виросла в Іспанії, Уругваї й Аргентині. Ім'я Бітсі не скорочення імені Таллок при народженні, Елізабет, а повага до незвичного прізвиська її діда, пілота бомбардувальника Другої світової війни. Її батько, Ендрю Таллок працює банкіром у країнах Латинської Америки, й саме тому вона й виросла в Європі і Південній Америці. Після повернення в США, Таллок пішла до середньої школи міста Бедфорд, Нью-Йорк. Вона вступила до Гарвардського університету. Закінчила університет з відзнакою з двома основними предметами, англійською та американською літературою і візуальними та екологічними дослідженнями. Таллок має шотландські корені з боку батька та іспанське походження з боку матері.
Елізабет зустріла Девіда Гвінтолі під час зйомок фільму «Керолайн і Джекі» (2012). Девід фактично закликав Бітсі прослухатися на роль Джульєтти в т/с «Грімм». Елізабет перемогла й отримала головну роль.

## Приватне життя
Її зріст — 1,68 м.
Знаходилася у відносинах з колегою по т/с «Грімм» Девідом Гвінтолі, починаючи з 2013-го. Вони побралися в квітні 2016 року та одружилися в червні 2017-го.
У 2019 народила доньку Вівєн Гвінтолі
Дружить з колегами по телесеріалу «Грімм» — Брі Тернер, Клер Коффі, Саша Ройз і Реджі Лі.
Елізабет вільно розмовляє іспанською мовою.

## Нагороди
2007 року Таллок була номінована на 28-й щорічній театральній премії Лос-Анджелеса за свою роль в п'єсі Сема Формана «Quarterlife».

## Фільмографія
| Фільм       | Фільм                     | Фільм                   | Фільм                | Фільм                           |
| Рік         | Українська назва          | Оригінальна назва       | Роль                 | Примітки                        |
| ----------- | ------------------------- | ----------------------- | -------------------- | ------------------------------- |
| 2013        | Паркленд                  | Parkland                | Мерилін Сітцман      |                                 |
| 2011        | Артист                    | The Artist              | Норма                |                                 |
| 2011        | Втрачаючи контроль        | Losing Control          | Труді                |                                 |
| 2011        |                           | Caroline and Jackie     | Джекі                | Co-продюсер                     |
| 2011        |                           | Riding the Pine         | Труді                |                                 |
| 2010        | Альфа і Омега             | Alpha and Omega         | Світс                | Озвучування                     |
| 2008        | Ласкаво посимо до Лейкв'ю | Lakeview Terrace        | Надін                |                                 |
| 2008        | Не зіткнись із зорями     | Uncross the Stars       | Коррін               |                                 |
| 2007        |                           | Ring Tone               | Моллі                |                                 |
| 2006        | Життя коротке             | Life is Short           | Марсі                |                                 |
| 2006        | Зент                      | Sent                    | Енджел               |                                 |
| Телебачення |                           |                         |                      |                                 |
| Рік         | Українська назва          | Оригінальна назва       | Роль                 | Примітки                        |
| 2011        | Грімм                     | Grimm                   | Джульєтта Сільвертон | Постійна роль                   |
| 2010        |                           | Most Likely to Succeed  | Купер                | Епізод: «Пілот»                 |
| 2010        | Поза законом              | Outlaw                  | Бетані Вітмор        | 2 епізоди                       |
| 2010        | Тиранія                   | Tyranny                 | Александра Хаббард   | 4 епізоди                       |
| 2009        |                           | Washingtonienne         | Ейпріл               | Епізод: «Пілот»                 |
| 2008        |                           | Quarterlife             | Ділан Крігер         | Головна роль                    |
| 2008        | Доктор Хаус               | House                   | Вітні                | Епізод: «Радість світові»       |
| 2008        | Місячне сяйво             | Moonlight               | Селеста              | Епізод: «Смертельні ліки»       |
| 2007        |                           | lonelygirl15            | Алекс                | 15 епізодів                     |
| 2006        | Детектив Раш              | Cold Case               | Тара Козловскі       | Епізод: «Війна в домі»          |
| 2004        | Західне крило             | The West Wing           | С'юзан               | Епізод: «Історія про третє дно» |
| 2001        |                           | R2-D2: Beneath the Dome | Бітсі Таллок         |                                 |

## Виноски
1. ↑  Архівована копія. Архів оригіналу за 2 квітня 2015. Процитовано 1 червня 2016.{{cite web}}:  Обслуговування CS1: Сторінки з текстом «archived copy» як значення параметру title (посилання)
2. ↑  Global Business Institute | Whats New. Архів оригіналу за 6 листопада 2011. Процитовано 28 грудня 2013.
3. ↑  Craig Ferguson 11/2/11E Late Late Show Bitsie Tulloch — YouTube. Архів оригіналу за 12 червня 2014. Процитовано 28 грудня 2013.
4. 1 2 3 4 5  Biography
5. ↑  Instagram post by Elizabeth Tulloch. Архів оригіналу за 14 грудня 2019. Процитовано 18 липня 2017.
6. ↑  Instagram post by David Giuntoli